# Doroteia, Suceava
Doroteia (în germană Dorothea) este un sat ce aparține orașului Frasin din județul Suceava, Bucovina, România. Se află de-a lungul Suhei bucovinene și a șoselei ce leagă drumul național Suceava-Vatra Dornei de Dej. Ea se desfășoară din nord, de la orașul Frasin și până în sud, la Pârâul Sandrului, care o desparte de comuna Stulpicani.
Satul se răsfiră pe ultimele prelungiri nordice ale munților Stânișoara, străjuit de culmile Brusturosul, Prislop, Ghirileu și Obcinile Voronețului.
Climatul specific zonelor joase de munte, cu primaveri târzii, veri calde și ploioase, toamne frumoase și ierni cu multă zăpadă, creeaza condiții optime unei vegetații bogate.

## Recensământul din 1930
Componența etnică a satului Doroteia
     Români (96,65%)
     Germani (2,3%)
     Evrei (0,6%)
     Altă etnie (0,45%)
Componența confesională a satului Doroteia
     Ortodocși (96,7%)
     Romano-catolici (2,7%)
     Mozaici (0,6%)
Conform recensământului efectuat în 1930, populația satului Doroteia se ridica la 1.524 locuitori. Majoritatea locuitorilor erau români (96,65%), cu o minoritate de germani (2,3%) și una de evrei (0,6%). Alte persoane s-au declarat: ruteni (2 persoane) și polonezi (5 persoane). Din punct de vedere confesional, majoritatea locuitorilor erau ortodocși (96,7%), dar existau și minorități de romano-catolici (2,7%) și mozaici (0,6%).